# 馬珮
馬珮（1511年—？），字服玉，山東濟南府德州縣人，民籍，明朝政治人物。

## 生平
嘉靖十三年（1534年）甲午科山東鄉試第三十七名舉人。嘉靖二十年（1541年）中式辛丑科會試第二百十五名，登第三甲第一百九十名進士。授咸宁县知县，三十四年十一月升山西布政司右参议，三十五年十月升山东按察司副使，三十六年九月升都察院右佥都御史、巡抚顺天，三十七年正月兵科都给事中王文炳劾奏马珮贪污有迹，詔革职闲住。

## 家族
曾祖馬陸；祖父馬真；父馬龍，義官。母張氏。慈侍下。